# 1809 au Bas-Canada

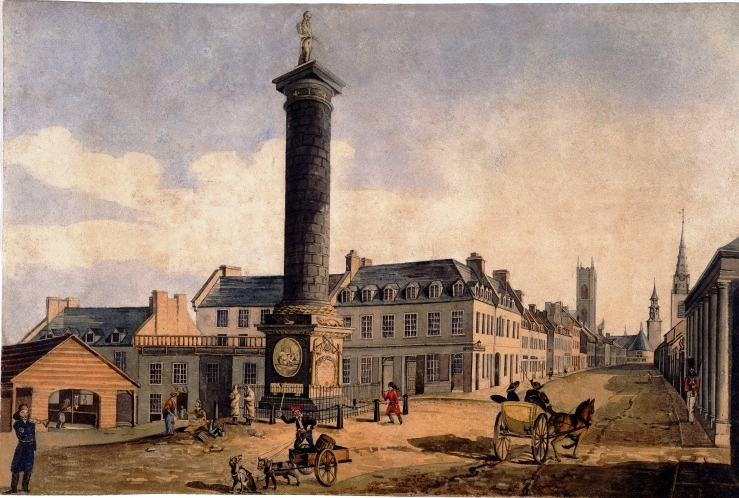
Monument Nelson à Montréal

Cet article traite des événements survenus en 1809 au Bas-Canada. 

## Événements

### Mai
5 mai: la Chambre du Bas-Canada vote l’expulsion d’Ezekiel Hart.
15 mai: le gouverneur Craig dissout la Chambre.

### Juin
18 juin: élection de la Cinquième législature du Bas-Canada.

### Novembre
3 novembre: le bateau à vapeur PS Accommodation (en) de John Molson fait le voyage de Montréal vers la ville de Québec sur le Fleuve Saint-Laurent. Le voyage dura 36 heures.
5 au 23 novembre: élection de la Sixième législature du Bas-Canada.

## Naissances
- 27 mars : Jean-Louis Beaudry, maire de Montréal.
- 18 avril : Marie-Anne Blondin, sœur religieuse fondatrice des Sœurs de Sainte-Anne.
- 15 juin : François-Xavier Garneau, historien.
- 28 septembre : Victor Bourgeau, architecte.
- 11 octobre : Modeste Demers, missionnaire et évêque.
- 15 novembre : Charles La Rocque, évêque de Saint-Hyacinthe.

## Décès
- 3 juillet : Joseph Quesnel, musicien et compositeur d'opéra.
- 18 septembre : Gabriel-Elzéar Taschereau, seigneur et politicien.
- Pierre Cassiet : prêtre sur l'Isle Saint-Jean dans le temps de la Nouvelle-France.